# Streminoasa, Vâlcea
Streminoasa este un sat în comuna Crețeni din județul Vâlcea, Oltenia, România.
 Acest articol despre o localitate din județul Vâlcea este deocamdată un ciot. Puteți ajuta Wikipedia prin completarea lui.